# Pyrolycus moelleri
Pyrolycus moelleri és una espècie de peix de la família dels zoàrcids i de l'ordre dels perciformes.

## Morfologia
- Els mascles poden assolir 23,9 cm de longitud total.
- Nombre de vèrtebres: 95-96.[4][5]

## Hàbitat
És un peix marí i d'aigües profundes que viu fins als 1.336 m de fondària.

## Distribució geogràfica
Es troba al Pacífic sud-occidental: Nova Zelanda.

## Observacions
És inofensiu per als humans.